# 長尾銀花鮨
長尾銀花鮨，為輻鰭魚綱鱸形目鱸亞目鮨科的其中一種，分布於西大西洋區，從美國南卡羅萊納州至南美洲北部海域，棲息深度60-300公尺，本魚背部粉紅色，腹部銀白色，頭部具有一條金黃色縱帶，從體吻部延伸至鰓蓋，胸鰭黃色或粉紅色，背鰭硬棘10枚；背鰭軟條14枚；臀鰭硬棘3枚；臀鰭軟條8枚，體長可達50公分，為底棲性魚類，屬肉食性，可做為食用魚。